# Anthology (2002)
Anthology (2002) este o compilație a proiectului lui Varg Vikernes, Burzum, alcătuită din opt piese de pe primele șapte înregistrări (șase albume de studio și un EP) și două piese de pe bootleg-ul Ragnarok (A New Beginning).
Piesa 10 apare pentru prima dată pe o înregistrare oficială.
În broșura compilației este menționat faptul că o parte din profitul realizat va fi donat organizației Allgermanic Heathen Front (AHF).

## Lista pieselor
- Piesele 1 și 2 sunt de pe Burzum
- Piesa 3 e de pe Aske
- Piesa 4 e de pe Hvis Lyset Tar Oss
- Piesa 5 e de pe Det Som Engang Var
- Piesa 6 e de pe Filosofem
- Piesa 7 e de pe Dauði Baldrs
- Piesa 8 e de pe Hliðskjálf
- Piesele 9 și 10 sunt de pe Ragnarok (A New Beginning) (bootleg)

1. "Ea, Lord Of The Depths" - 04:51
2. "War" - 02:30
3. "Stemmen fra tårnet" - 06:09
4. "Hvis lyset tar oss" - 08:05
5. "Lost Wisdom" - 04:39
6. "Jesus' Tod" - 08:39
7. "Í heimr Heljar" - 02:02
8. "Ansuzgardaraiwô" - 04:28
9. "Et hvitt lys over skogen" - 09:19
10. "Havamål" - 12:18

## Personal
- Varg Vikernes - vocal, toate instrumentele
- Euronymous - chitară (piesa 2)
- Samoth - chitară bas (piesa 3)